# Curt Theodor Fischer
Curt Theodor Fischer (auch Kurt Theodor Fischer, * 24. November 1869 in Aachen; † 5. Dezember 1948 in Dresden) war ein deutscher Klassischer Philologe und Gymnasiallehrer.

## Leben und Werk
Curt Theodor Fischer besuchte ab Michaelis 1878 das Gymnasium in Pforzheim und studierte nach der Reifeprüfung (Michaelis 1887) Klassische Philologie an der Universität Leipzig, wo ihn vor allem Curt Wachsmuth und Otto Ribbeck prägten. Unter ihrer Anleitung verfasste er seine Dissertation, mit der er am 8. August 1892 zum Dr. phil. promoviert wurde. Am 18. Oktober 1892 legte er die Staatsprüfung für das höhere Lehramt ab.
Die zweijährige Vorbereitungszeit im sächsischen Schuldienst absolvierte Fischer am König-Albert-Gymnasium in Leipzig, von November 1892 bis 30. September 1893 als Probekandidat und vom 1. Oktober 1893 bis zum 30. September 1894 als Vikar. Zu seinen Kollegen dort zählte der Geografiehistoriker Walther Ruge. Von Michaelis 1894 bis November 1895 nahm Fischer Urlaub für eine Studienreise nach Italien und Griechenland. Nach seiner Rückkehr arbeitete er zunächst als Hauslehrer in der Kleinstadt Brandis bei Leipzig, bis er zu Ostern 1896 als Oberlehrer am Königlich Sächsischen Kadettenkorps in Dresden angestellt wurde. Dort verbrachte er seine weitere Laufbahn. Nach Auflösung der Kadettenanstalt (1920) wurde Fischer im März 1920 zum Leiter ihrer Nachfolgeeinrichtung berufen, der Sächsischen Landesschule. Zu Ostern 1923 wurde er zum Oberstudiendirektor ernannt. In der Zeit des Nationalsozialismus wurde die Landesschule 1934 geschlossen und Fischer in den Ruhestand versetzt.
Fischers Forschungsschwerpunkt waren die griechischen Periegeten und Historiker. Seine Doktorarbeit über Hanno den Seefahrer veröffentlichte er in überarbeiteter Form 1893 als erstes Heft einer geplanten Reihe über die antike Geografie und Ethnografie. Weitere Hefte sind jedoch nicht erschienen; lediglich eine vorläufige Untersuchung über den Periplus des Pseudo-Skylax veröffentlichte Fischer 1894 in der Festschrift für Justus Hermann Lipsius.
In den folgenden Jahren machte sich Fischer um die Fortsetzung beziehungsweise Vollendung zweier kritischer Editionen verdient, nämlich der Geographike Hyphegesis des Claudius Ptolemäus und der Bibliotheke historike des Diodor. Bei der Ptolemäus-Ausgabe, die der Pariser Philologe Karl Müller begonnen hatte, besorgte Fischer den Druck des zweiten Halbbandes mit dem griechischen Originaltext, lateinischer Übersetzung und lateinischem Anmerkungsapparat, sowie des Tafelbandes mit den Reproduktionen des Kartenteils (beides 1901). Der noch ausstehende zweite Band mit dem Text der Bücher 6 bis 8, den Fischer im Vorwort zum zweiten Halbband in Aussicht gestellt hatte, erschien nicht.
Im Auftrag des Teubner-Verlags überarbeitete Fischer die zwei fehlenden Bände der Diodor-Edition, die auf Immanuel Bekkers und Ludwig Dindorfs Arbeit zurückging. Der Bearbeiter der ersten drei Bände, Friedrich Vogel, hatte seine Mitarbeit wegen beruflicher Überlastung aufgekündigt. Fischer übernahm die Bearbeitung des vierten und fünften Bandes, die er beide im Jahr 1906 zur Veröffentlichung brachte.
Darüber hinaus war Fischer von den späten 1890er Jahren bis in die 1920er Jahre Mitarbeiter von Paulys Realenzyklopädie der klassischen Altertumswissenschaft (RE), für die er zahlreiche Artikel über die Geografie des inneren Afrika verfasste.

## Schriften (Auswahl)
- Untersuchungen auf dem Gebiet der alten Länder- und Völker-Kunde. Heft 1: De Hannonis Carthaginiensis Periplo. Leipzig 1893 (mehr nicht erschienen)
- Κλαυδίου Πτολεμαίου Γεωγραφικὴ ὑφήγησις / Claudii Ptolemaei Geographia. E codicibus recognovit, prolegomenis, annotatione, indicibus, tabulis instruxit Carolus Müllerus. Band 1, Teil 2, Paris 1901; Tafelband, Paris 1901.
- Διοδώρου Βιβλιοθήκη ἱστορική / Diodori Bibliotheca historica. Editionem primam curavit Imm. Bekker, alteram Ludovicus Dindorf. Recognoverunt Fridericus Vogel, Curtius Theodorus Fischer. Band 4–5, Leipzig 1906. Nachdruck Stuttgart 1964